# Break

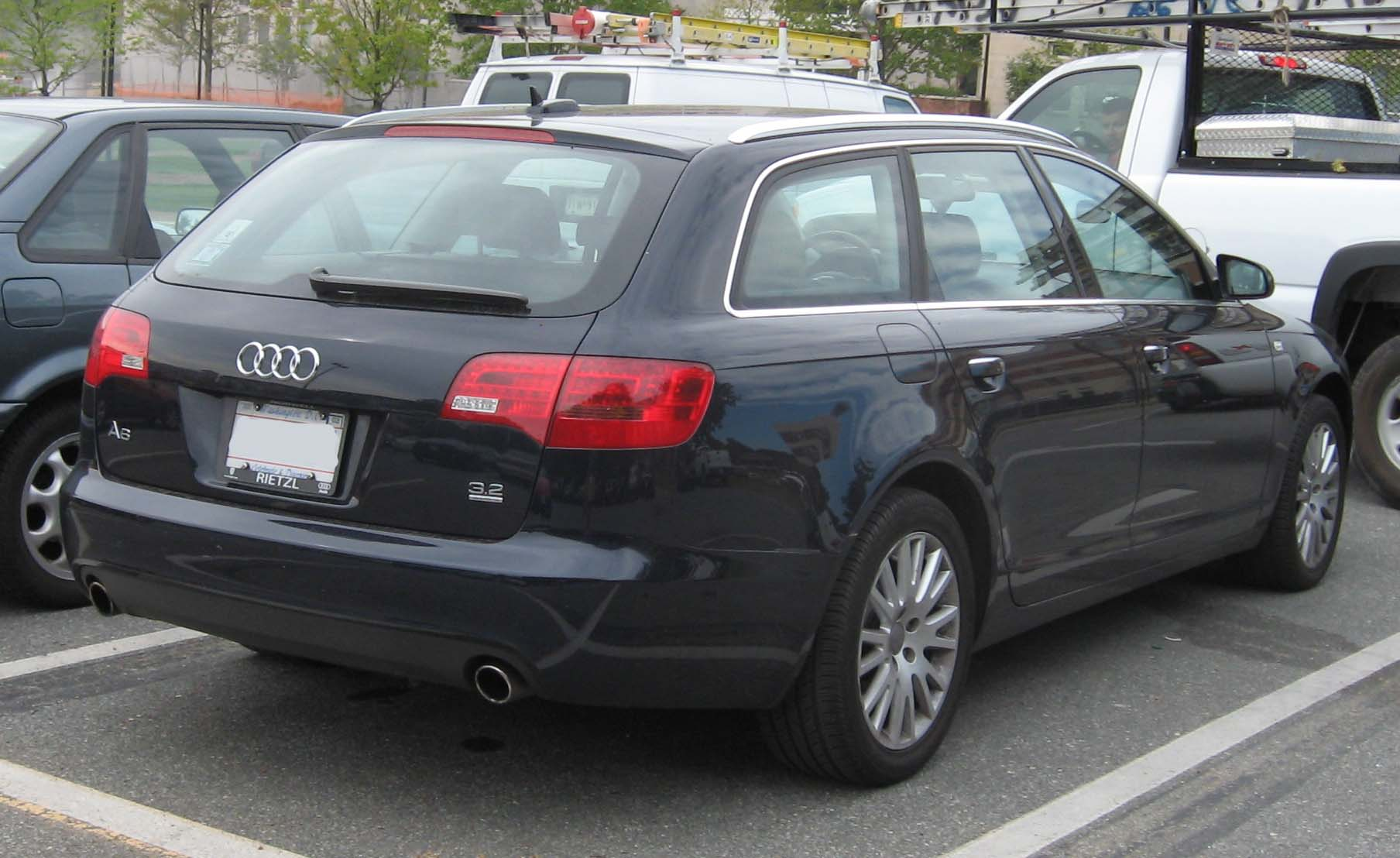
Audi A6 Avant - exemplu de caroserie break

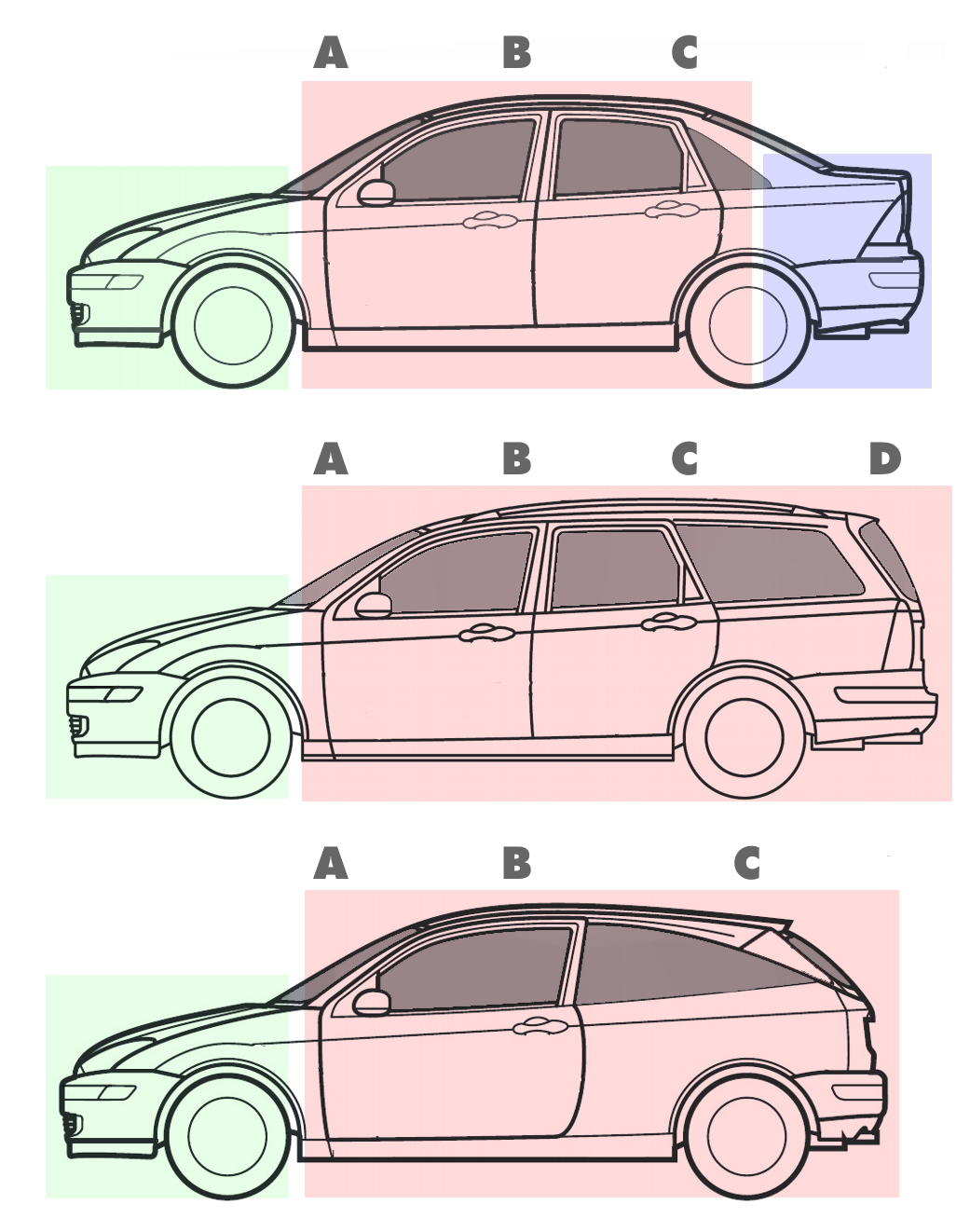
Sedan (cu 3 volume)(sus), break (cu 2 volume)(la mijloc) și hatchback (cu 2 volume).

Break este termenul folosit pentru a descrie o mașină cu o caroserie similară unei berline, dar care are zona de spațiu util din spate extinsă. Break-urile mai sunt numite station wagon sau estate în limbile anglofone și combi în germană. Acoperișul său se prelungește în spate peste un volum comun de pasageri/cargo, cu acces în spate printr-o a treia sau a cincea ușă, în locul unui capac de portbagaj. Vagoanele staționare își pot reconfigura în mod flexibil volumul interior prin intermediul scaunelor spate rabatabile pentru a prioritiza fie volumul de pasageri, fie volumul de marfă.

## Istorie
A evoluat de la utilizarea inițială ca vehicul specializat pentru a transporta persoane și bagaje la și de la o gară. Primele break-uri au fost produse în Statele Unite în jurul anului 1910, au fost conversii cu corp de lemn ale unui autoturism existent. În anii '30, producătorii de automobile din Statele Unite, Regatul Unit și Franța au început să producă modele în stil similar, iar în anii '50, caroseria de lemn din spate a fost înlocuită cu o caroserie din oțel. Modelele break s-au vândut bine din anii ’50 până în anii ’70, după care vânzările au scăzut oarecum pe măsură ce microbuzele și SUV-urile au crescut în popularitate.